# روي 4 ترايبلاين
روي 4 ترايبلاين هي من أوائل الطائرات البريطانية من تصميم أليوت فيردون رو و بنتها شركة أفرو. طارت لأول مرة في أيلول / سبتمبر عام 1910.

## تاريخ الخدمة

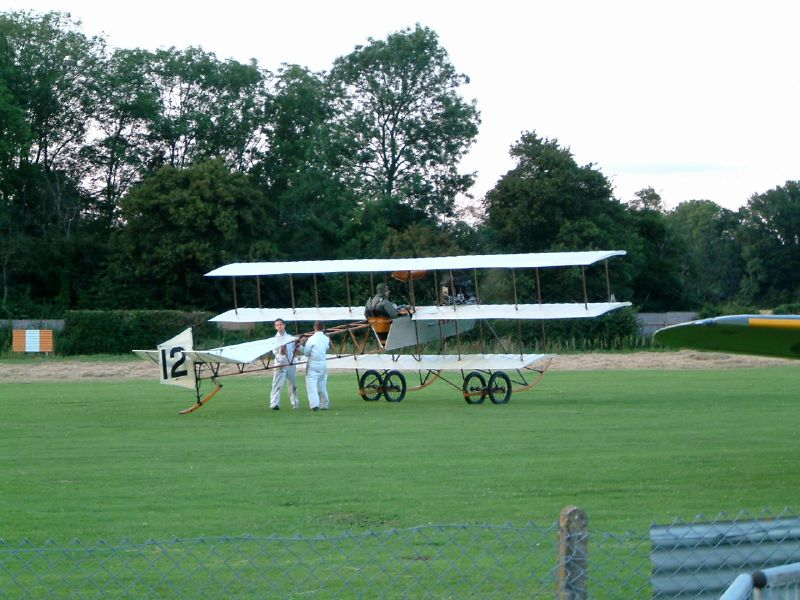
على شاتلوورث طبق الاصل

بني طراز واحد للتجربة ثم تم استخدامها لفترة من الوقت كطائرة تدريب تستعملها شركة أفرو للتدريب حيث تدرب العديد من الطيارين الذين أصبح لهم شهرة بما في ذلك هوارد بيكستون. تحطت الطائرة عدة مرات خلال فترة استخدامها في التدريب.. بعد تحطم طائرة في 14 شباط / فبراير أعيد بناؤها لكن بجسم أطول بـ 4 أقدام (1.2 متر). واستمر استخدامها في التدريب حتى آب / أغسطس عام 1911 عندما تم تفكيكها.

## مواصفات أول جوا)
الخصائص العامة
- الطاقم: one
- الطول: 30 ft (9 m)
- باع الجناح: 32 ft (10 m)
- الارتفاع: 9 ft (3 m)
- مساحة الجناح : 294 ft2 (27.3 m2)
- الوزن محملة: 650 lb (295 kg)

الأداء
- السرعة القصوى: 25 mph